# Fira Internacional del Llibre de Zimbàbue
La Fira Internacional del Llibre de Zimbàbue es va celebrar per primera vegada el 1983 a Harare, capital de Zimbàbue. Fins a l'obertura de la Fira del Llibre de la Ciutat del Cap del Llibre el 2006 va ser una de les principals fires del llibre d'Àfrica.

## Història
Des de 1991 la fira va ser organitzada per Trish Mbanga (almenys fins al 1997) i sota el seu lideratge va créixer fins a esdevenir un punt de trobada important per a editors, escriptors, poetes i traductors. La fira del llibre més gran d'Àfrica és la Fira Internacional del Llibre del Caire, que se centra en el món àrab i en gran part dels seus lectors.
El 1997, la Fira del Llibre de Zimbàbue va ser honrat amb el principal Premi Príncep Claus dels Països Baixos, que va ser fundat aquest any. El jurat va valorar la funció de xarxa de la fira del llibre en combinació amb el seu enfocament modern i pràctic.
Després que el president Robert Mugabe a l'agost de 1995 fes un atac virulent contra els homosexuals a la fira, es van aixecar veus a favor de traslladar la fira a Johannesburg (Sud-àfrica). El juny de 2006, es va establir la Fira del Llibre de Ciutat del Cap en col·laboració amb la Fira del Llibre de Frankfurt. Anteriorment ja s'organitzava a Johannesburg una "Exposició Internacional Sud-africana d'Educació, Formació, Materials Educatius i del Mercat del Llibre".